# Œstrogène

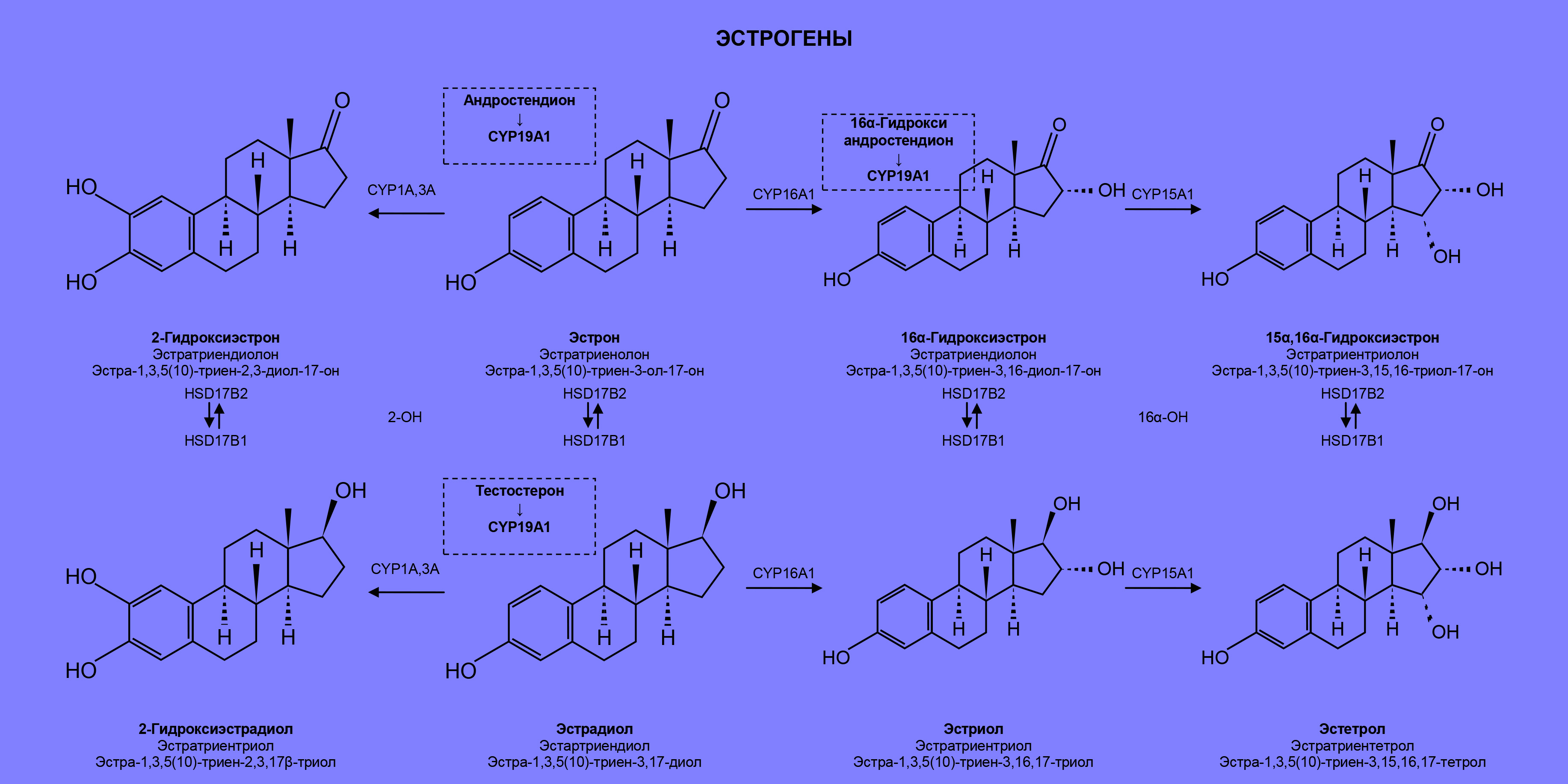
Graphiques d'œstrogènes.

Les œstrogènes ou estrogènes (prononcé : /ɛs.tʁɔ.ʒɛn/, ou /øs.tʁɔ.ʒɛn/ pour la première graphie) constituent un groupe de stéroïdes, dont la fonction, à l'état naturel, est d'être une hormone sexuelle femelle primaire. Ils sont produits en premier lieu par le développement des follicules des ovaires et par le placenta. Certains œstrogènes sont également produits en petites quantités par d'autres tissus tels le foie, la surrénale, les seins et le tissu adipeux. Ces sources secondaires d'œstrogènes sont particulièrement importantes chez les femmes lors de la post-ménopause.
Les trois œstrogènes naturels sont l'estradiol, l'estriol et l'estrone. Dans le corps, ils sont tous produits au départ d'androgènes sous l'effet d'enzymes. L'estradiol est produit à partir de la testostérone et l'estrone à partir de l'androstènedione. L'estrone est beaucoup moins puissante que l'estradiol, et chez les femmes en post-ménopause, on trouve plus d'estrone que d'estradiol.
Les œstrogènes jouent un rôle central dans la reproduction, chez la femme mais aussi chez l’homme. Ils sont également impliqués dans le développement du système nerveux central, dans l'homéostasie du squelette et du système cardiovasculaire. Ils ont également des effets sur le foie et le tissu adipeux.
Bien que les œstrogènes soient présents dans les deux sexes, on en trouve en moyenne une quantité significativement plus importante chez les femmes que chez les hommes. Ils favorisent le développement des caractères sexuels secondaires féminins, comme les seins, et sont également impliqués dans le contrôle du cycle menstruel, ce qui explique pourquoi la plupart des contraceptifs hormonaux comme les pilules contraceptives en contiennent. L'usage d'œstrogènes, en particulier s'ils ne sont pas associés à la progestérone, est un traitement (traitement hormonal substitutif) controversé des symptômes de la ménopause. Les traitements hormonaux contenant des œstrogènes sont également très utilisés par les femmes trans effectuant une transition de genre : il s'agit d'une hormonosubstitution.
L'œstrogène ainsi que la progestérone sont les principales hormones de la grossesse. Une femme produira plus d'œstrogènes pendant une grossesse que pendant toute sa vie sans être enceinte.

## Physiologie

### Mécanisme et régulation
Le taux d'œstrogènes est sous la dépendance des gonadotrophines, en particulier de l'hormone folliculo-stimulante (FSH).

### Récepteurs cellulaires des œstrogènes
Les principaux récepteurs des œstrogènes sont des protéines intracellulaires appartenant à la famille des récepteurs nucléaires et codés par deux gènes distincts chez l'animal possédant les deux types de récepteurs : il s'agit des récepteurs alpha (ERα) et bêta (ERβ) des œstrogènes. L'homme et la femme possèdent ces récepteurs, qui sont répartis différemment selon les organes. Un troisième récepteur potentiel, appartenant à une autre famille (récepteur couplé aux protéines G), codé par un troisième gène et appelé GPR30 a récemment été décrit. Les effets des œstrogènes sur leurs cellules/tissus cibles par l'intermédiaire de ces récepteurs peuvent être classés en deux catégories : les effets génomiques, c’est-à-dire sur l'expression des gènes ; et les effets non génomiques qui concernent directement d'autres acteurs moléculaires dans les cellules, principalement des protéines. On peut aussi les classer selon leurs effets (agoniste ou antagoniste).

## Œstrogènes et maladies
Les œstrogènes jouent un rôle important dans certaines maladies qui ont des répercussions importantes sur la société, vu leur fréquence ou leur gravité. Ce sont pour l'essentiel des cancers hormono-dépendants chez la femme, cancer du sein ou de l'utérus (endomètre). En l'occurrence, le cancer du sein est, dans la plupart des cas, une maladie hormonale liée à la durée et au dosage du traitement d'œstrogènes. Les hommes qui n’ont que peu d’œstrogènes ne font pas ou peu de cancer du sein alors qu’ils ont une glande mammaire, rudimentaire, mais présente.
Tous les facteurs contribuant à une augmentation de l’exposition aux œstrogènes sont des facteurs de risque : une puberté précoce, l’absence d’allaitement, une ménopause tardive.
L’obésité est un important facteur de risque, car il existe dans la graisse des enzymes qui transforment des hormones en œstrogènes (aromatase). Inversement, l’activité physique, en réduisant les réserves de graisse, est protectrice.
La consommation excessive d’alcool agit aussi en augmentant le niveau d’œstrogènes par activation de cette enzyme.
Les contraceptifs oraux combinés et les traitements hormonaux de la ménopause exposent à une augmentation du risque de maladie veineuse thromboembolique (phlébite, embolie pulmonaire…) Cet effet indésirable peut cependant être évité chez les femmes ménopausées par l’utilisation d’œstrogène transdermique (patch, gel…),.
La prise d’une pilule œstroprogestative ou d’un traitement hormonal de la ménopause est associée à une augmentation du risque de cancer du sein. Cependant, le risque lié à la pilule est faible et peut être compensé par une réduction du risque d’autres cancers notamment ovariens,.
La première grossesse tardive est un facteur de risque important car elle augmente la durée d’exposition aux œstrogènes alors que les seins sont immatures.
Enfin, et surtout, les médicaments anti œstrogènes comme le tamoxifène ou le raloxifène préviennent l’apparition du cancer dans une proportion supérieure à 50 %. Ces médicaments représentent le meilleur traitement de prévention des récidives de cancer possédant des récepteurs aux œstrogènes (plus de 70 % des cancers du sein).
Les œstrogènes protègent de l'ostéoporose (baisse de la fréquence de cette dernière lorsque les taux d'œstrogènes sont corrects), maladie touchant de nombreuses femmes après la ménopause.
Les œstrogènes ont des effets neuroprotecteurs avérés[source insuffisante].
La sécrétion naturelle d'œstrogènes chez les femmes serait l'une des raisons expliquant la fréquence moindre de maladies cardiovasculaires chez ces dernières. Le rôle protecteur d'un traitement artificiel est beaucoup moins évident.

## Dans l'environnement
Des substances synthétiques et naturelles ayant une activité œstrogénique, plus ou moins marquée selon les cas, sont retrouvées dans l'environnement, dont en sortie de station d'épuration dans l'eau ou les boues d'épuration. Celles qui sont artificielles ou artificiellement introduites dans la nature sont dites « xénoestrogènes »,.
Il s'agit par exemple d'additifs de matières plastiques (bisphénol A typiquement) ou d'autres produits chimiques (PCB, dioxines, furanes et autres organochlorés…) , de certains métaux (on parle alors de « métalloestrogènes ») (cadmium, mercure typiquement, par ailleurs hautement toxiques et écotoxiques).
Certaines molécules naturellement synthétisées par certains végétaux ont aussi une activité œstrogénique (on parle alors de phytoestrogènes ; c'est le cas par exemple du coumestrol, de la daidzéine, la génistéine ou encore le miroestrol). Ceux produits par les champignons sont dits mycoestrogènes (ex. : zéaralénone).
Quand ils ont une « puissance œstrogénique » élevée, surtout s'ils sont synthétiques et peu dégradables, ils peuvent jouer un rôle de polluant (via la perturbation du métabolisme ou de la sexualité) : on les classe alors parmi les perturbateurs endocriniens (car source de dysfonctionnements du système reproducteur mâle et modifiant certains comportements ou traits physiques ou physiologiques) ; les élevages industriels, qui concentrent de grandes quantités d'animaux, libèrent des œstrogènes (naturels, ou introduits comme médicament vétérinaire ou complément alimentaire dans les systèmes de production de « viande aux hormones »). Ils sont excrétés par les animaux dans leur urine, et pénètrent l'environnement en polluant les systèmes d'eau douce, pouvant par exemple y menacer des amphibiens (problème de différenciation des oviductes chez les mâles, voire de changement de sexe) ou y féminiser (en affectant leur capacité reproductive) des poissons mâles même à faible dose,. Des études de microbiologie (classique et moléculaire) ont porté sur les bactéries ou d'autres micro-organismes capables de biodégrader certains xénoestrogènes, notamment lors des processus d'épuration, de méthanisation ou de compostage.

## Dans les cosmétiques
Certains shampooings capillaires mis sur le marché contiennent des œstrogènes et des extraits placentaires ; d'autres contiennent des phytoestrogènes.
En 1998, quatre cas de filles afro-américaines prépubères ayant développé des seins après exposition à ces shampooings ont été signalés.
Aux États-Unis, en 1993, la Food and Drug Administration a décidé que tous les produits médicamenteux contenant des hormones et appliqués localement dans des cosmétiques, en vente libre et à usage humain, étaient mal étiquetés et à considérer comme non-sûrs.
Un projet de règlementation sur les cosmétiques prévoit que toute utilisation d'œstrogènes naturels dans un produit cosmétique fait de ce produit un « nouveau médicament non approuvé », et que tout cosmétique utilisant le terme « hormone » dans le texte de son étiquetage ou dans sa déclaration d'ingrédients fait implicitement allégation à un médicament, soumettant ainsi ce produit aux réglementations des médicaments.
En plus d'être considérés comme des médicaments mal étiquetés, les produits prétendant contenir un extrait placentaire peuvent aussi être considérés comme des cosmétiques mal étiquetés si l'extrait a été préparé à partir de placentas dont les hormones et d'autres substances biologiquement actives ont été éliminées et si la substance extraite est principalement constituée de protéines. La FDA recommande que cette substance soit identifiée par un nom autre que « extrait placentaire » et décrivant sa composition avec plus de précision parce que les consommateurs associent le nom « extrait placentaire » à une utilisation thérapeutique d'une certaine activité biologique.